# Verneuil, Charente

Verneuil este o comună în departamentul Charente, Franța. În 1 ianuarie 2022 avea o populație de 94 de locuitori.